# Mehdawal
Mehdawal é uma cidade e uma nagar panchayat no distrito de Sant Kabir Nagar, no estado indiano de Uttar Pradesh.

## Demografia
Segundo o censo de 2001, Mehdawal tinha uma população de 24,683 habitantes. Os indivíduos do sexo masculino constituem 52% da população e os do sexo feminino 48%. Mehdawal tem uma taxa de literacia de 48%, inferior à média nacional de 59.5%: a literacia no sexo masculino é de 57% e no sexo feminino é de 37%. Em Mehdawal, 18% da população está abaixo dos 6 anos de idade.